# ABC (album)
ABC is een album van The Jackson 5 uit 1970, uitgebracht op het platenlabel Motown. Het is een van de populairste Jackson 5 albums en verkocht meer dan 5,7 miljoen keer. Het album stond op één in de Billboard 200 en beide singles, ABC en The Love You Save, waren nummer 1-hits in de Billboard Pop 100.
In 2001 is het album opnieuw uitgegeven, op één cd samen met het album Diana Ross Presents The Jackson 5.

## Tracklist
1. The Love You Save (3:02)
2. One More Chance (2:59)
3. ABC (2:57)
4. 2-4-6-8 (2:57)
5. (Come 'Round Here) I'm The One You Need (2:43)
6. Don't Know Why I Love You (3:49)
7. Never Had A Dream Come True (3:00)
8. True Love Can Be Beautiful (3:27)
9. La-La (Means I Love You) (3:30)
10. I'll Bet You (3:18)
11. I Found That Girl (3:00)
12. The Young Folks (2:51)